# Zarasai
Zarasai è una città dell'omonimo distretto della contea di Utena nel nord-est della Lituania non lontana dal confine con la Lettonia. È il centro più importante oltre ad essere assai singolare la sua posizione geografica: è infatti circondato da laghi e fiumi da più parti:
- Lago Baltea a sud-est;
- Lago Griežtas ad est;
- Lago Zarasas a sud-ovest;
- Lago Zarasaitis a nord.

I laghi Zarasaitis e Griežtas sono connessi dal fiume Laukesa.
La popolazione ammonta a circa 6 458 abitanti secondo un censimento del 2017.
Zarasai detiene il record della temperatura diurna più alta mai registrata in Lituania: 38.5 °C (2014).

## Storia

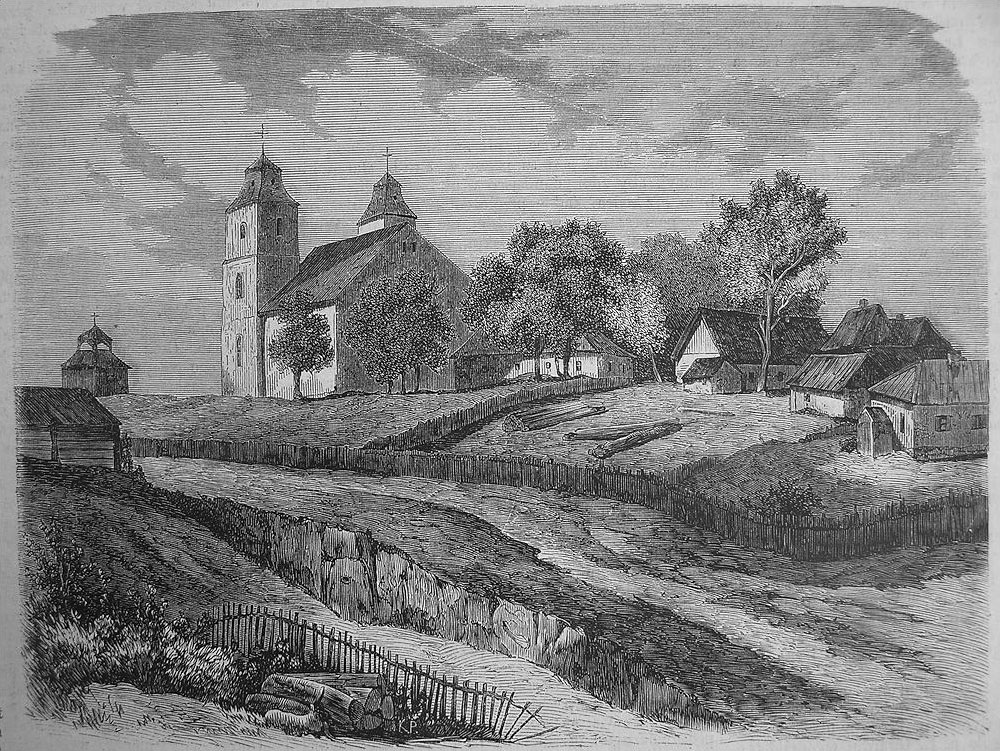
Zarasai nel 1864

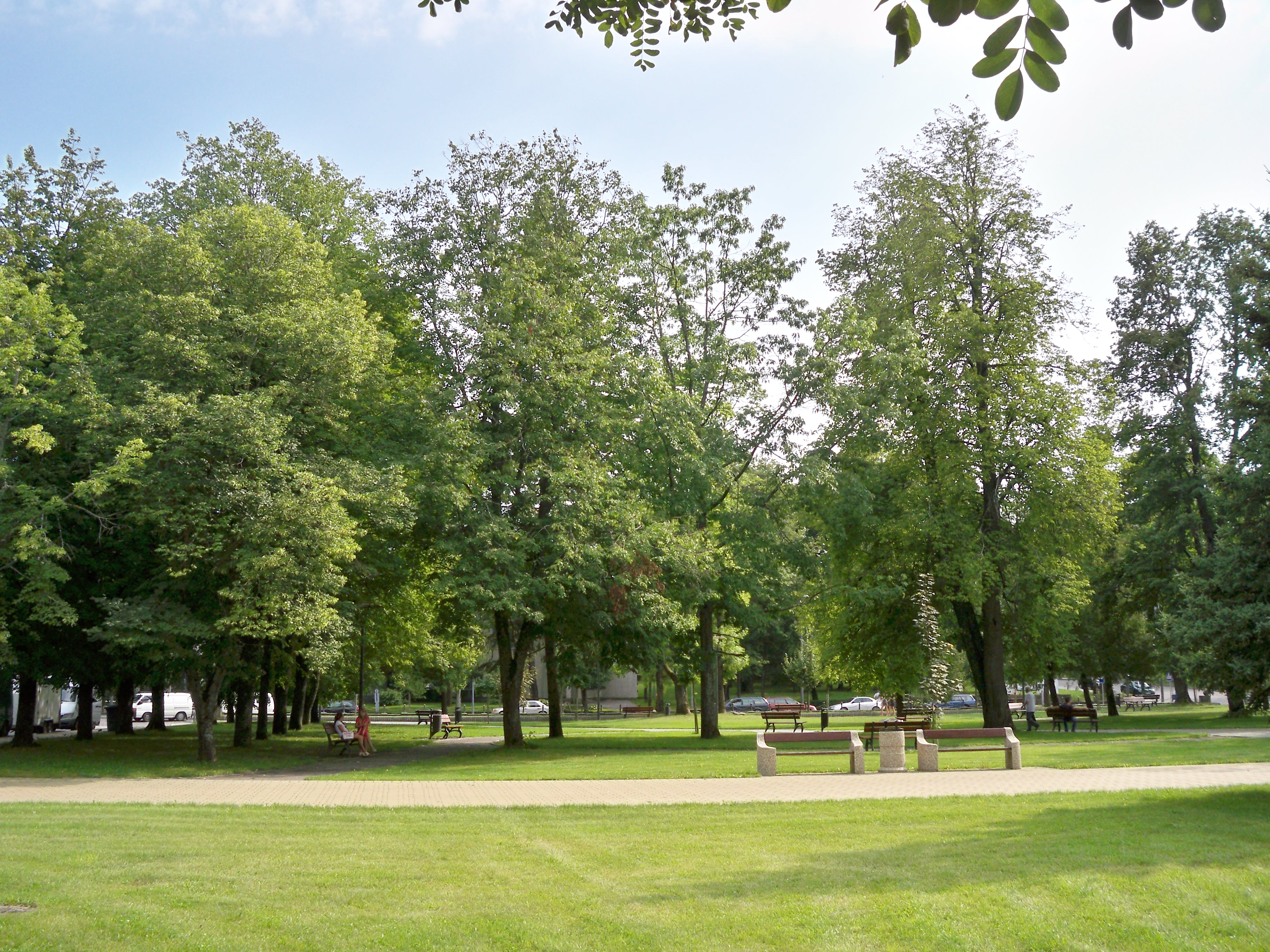
Parco di Zarasai

La data di fondazione della città è incerta, ma gli studiosi tendono a ritenere che possa essere ascritta al XV secolo: ad avvalorare tale ipotesi, è da segnalare la comparsa del nome per la prima volta in atti ufficiali nel 1506. La posizione strategica dell’area, nel tragitto da Riga a Pskov, ha contribuito a rendere il centro di secolo in secolo maggiormente importante (nel 1522 era indicato come piccolo centro: nel 1598 era catalogato come volost': nel 1613 sulle cartine era riportato in polacco col nome Jeziorosa).
Man mano che la popolazione aumentava, il centro urbano si è arricchito di monumenti, quali la prima Chiesa ortodossa nel 1735, eretta dai vecchi credenti nella zona di Barauka. Impressionante fu anche l’espansione commerciale sulla base soprattutto di prodotti agricoli e tessuti, tra cui, in particolare, il lino destinazione Riga.
Nel 1795, la città cadde sotto gli attacchi dell’Impero russo, al quale seguì un periodo di progresso nella città, che culminò con la realizzazione del tratto stradale da Kaunas a Daugavpils.

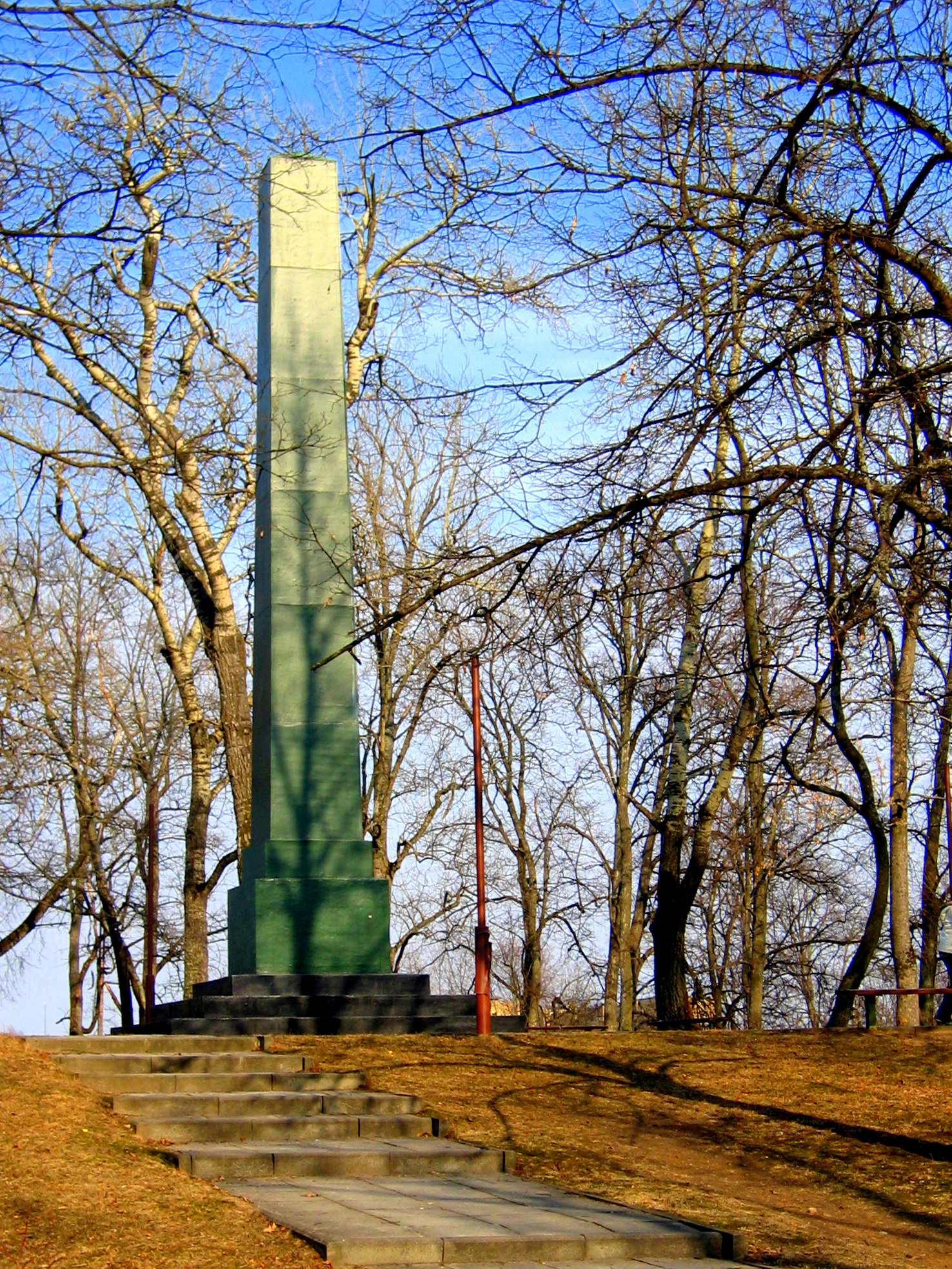
Monumento che commemora il completamento della tratta Kaunas–Daugavpils

Un disastroso incendio nel 1834 consumò gran parte della città, la quale ricrebbe nel corso di un paio d’anni. Invero, il viaggio compiuto dallo zar Nicola I lo impressionò così tanto da intitolare la città a nome di suo figlio Alessandro.
Poiché vi era già un numero cospicuo di città che avevano nome Aleksandrovsk, l'idea fu quella di optare per Novo-Aleksandrovsk: tale denominazione permarrà fino al 1918, anno di cessazione delle ostilità della prima guerra mondiale.
Respinti i bolscevichi nel 1919, fu scelto per la città il termine con cui i lituani identificavano l’insediamento: Ezerenai. Scoperte le origini seloniche del nome, si preferì nel 1929 passare a Zarasai. Durante il periodo di indipendenza che perdurò fino alla seconda guerra mondiale, crebbe la popolarità del luogo, oggetto di frequenti visite turistiche.
Nel 1941, a Zarasai e nei dintorni furono uccisi 2569 ebrei dalle truppe tedesche, come accadde pure in altre zone del Paese baltico (come accaduto a Kurkliai).

### Simboli
Nel 1969 venne creato un nuovo stemma in sostituzione del precedente legato alla simbologia dell'Impero russo. Su campo azzurro venne raffigurata una figura chimerica d'argento composta da una testa di cervo e un corpo di pesce accompagnata da un disco d'oro. Al di sotto, divisa da un filetto d'argento, una spada fiammeggiante d'argento su fondo nero, posta in fascia con la punta a sinistra. La creatura mitica simboleggia l'abbondanza di foreste, selvaggina e pesce della zona, il disco dorato il sole, la spada fiammeggiante le battaglie sostenute nella storia della città e l'amministrazione della giustiza. Lo stemma venne presentato ma abolito già nel 1970. Dopo l'indipendenza della Lituania, lo stemma è stato adottato ufficialmente il 7 marzo 1996.

## Monumenti e luoghi d'interesse
Dal 2010, il distretto di Zarasai è entrato a far parte delle Destinazioni Europee di Eccellenza.
Luogo frequentato, tra i tanti, è il giardino che circonda la quercia di Stelmužė, il più longevo albero vivente in Lituania (nei pressi del confine con la Lettonia, oltre al vicino Parco nazionale dell'Aukštaitija.

## Galleria d'immagini

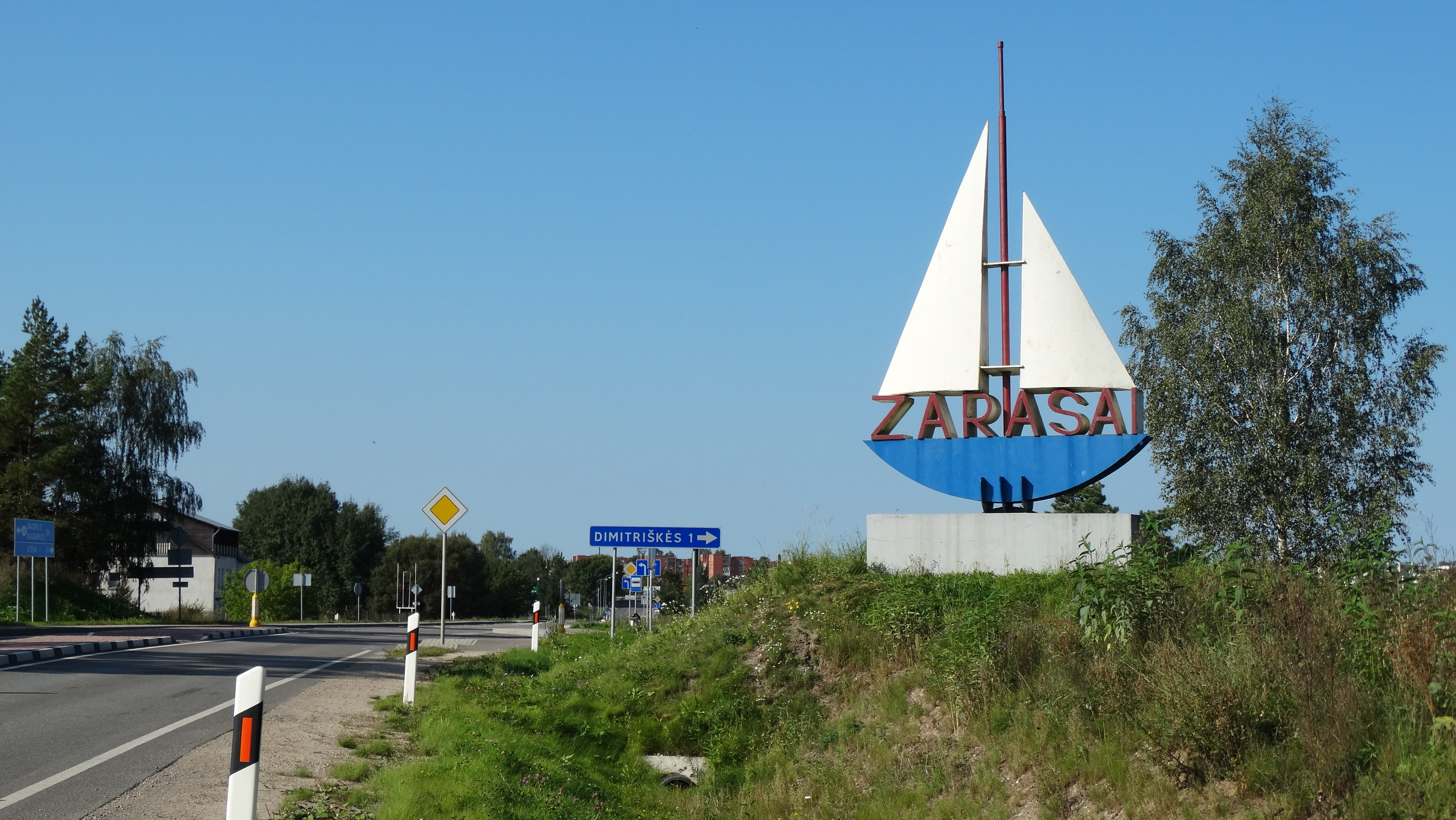
Simbolo di Zarasai all'ingresso nord della città
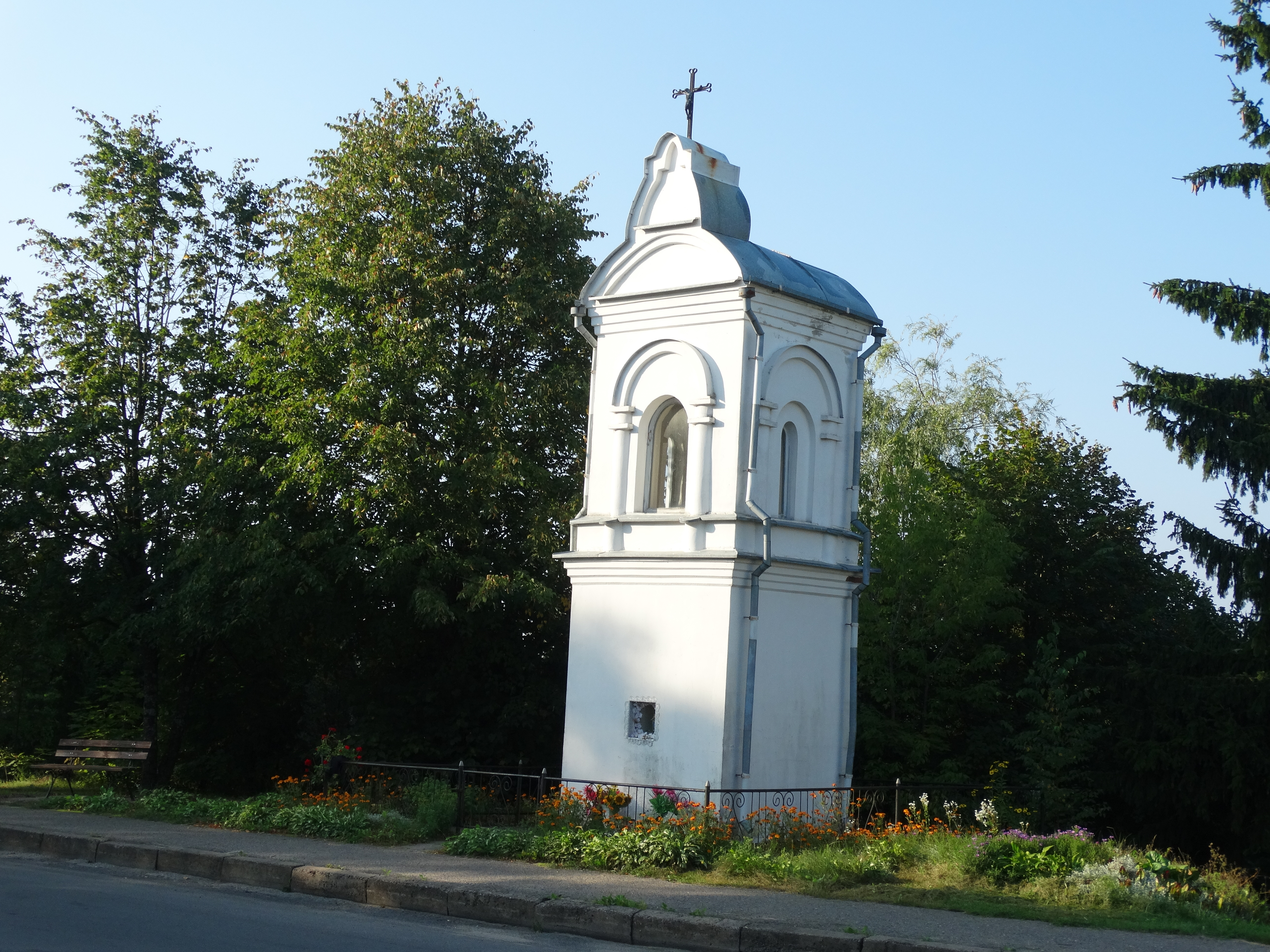
Cappelletta
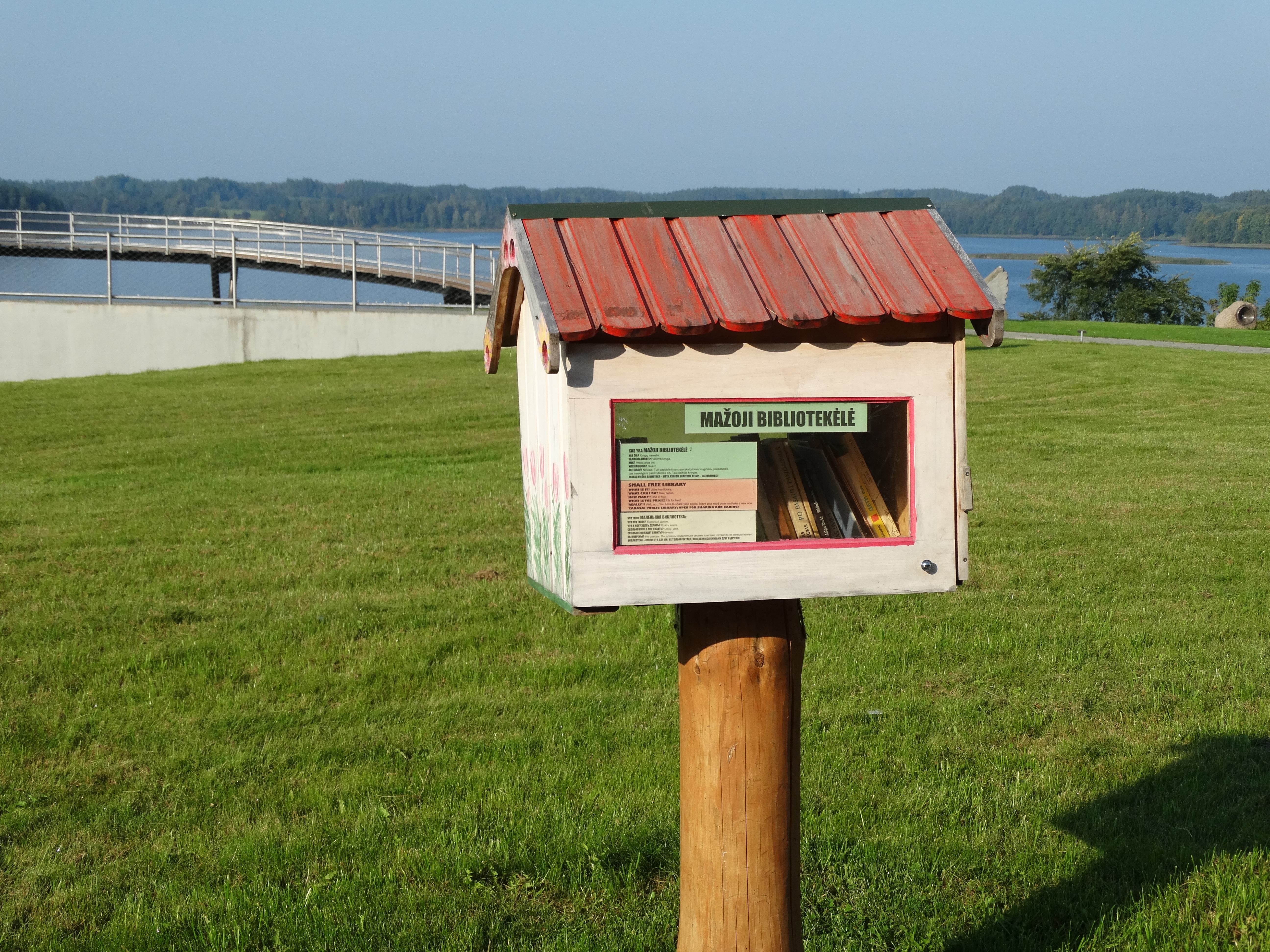
Piccola libreria ad accesso gratuito
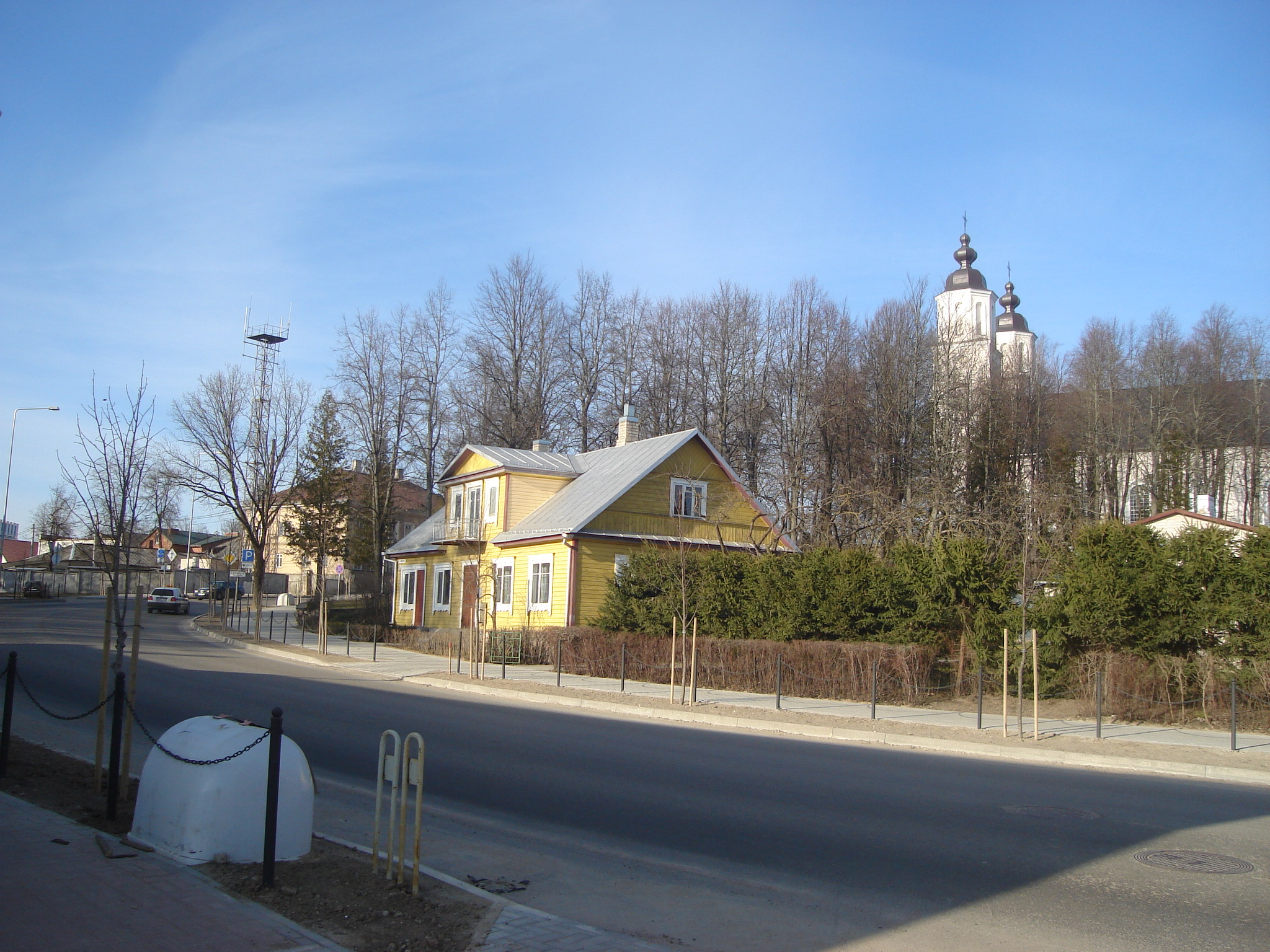
Strada cittadina
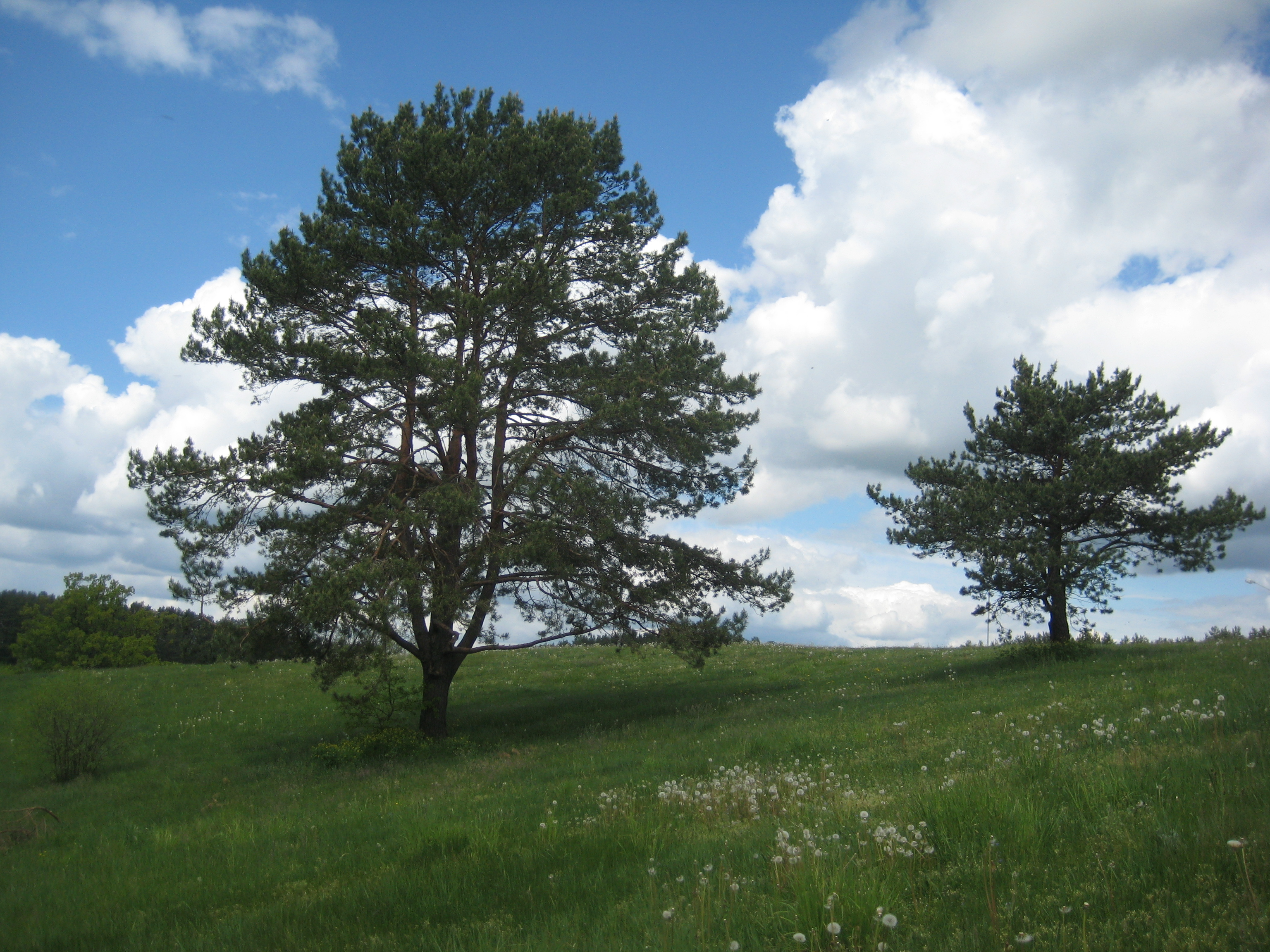
Boschi e prati che circondano Zarasai

## Amministrazione

### Gemellaggi
La città è gemellata con:
- Zduńska Wola, dal 1998
- Hódmezővásárhely, dal 2005